# Jaume Pibernat i Parés
Jaume Pibernat i Parés(Barcelona, 10 de juny de 1922 — Granollers, 12 de març de 2008) fou un poeta català.
Des dels set anys visqué a Granollers. Treballà com a empleat de banca, mentre es dedicava amb passió a la poesia. La mort i el patiment viscuts durant la postguerra i la seva ètica i sentit cristià de l'existència marcaren el contingut de la seva poesia. El seu germà Josep va morir al camp de concentració de Gusen el 5 de maig de 1942, la seva germana Carme va morir d'Alzheimer i el seu pare va morir de manera tràgica. Així mateix, la seva correspondència amb Salvador Espriu el portà a un treball pulcre i precís, d'estima i devoció per la llengua catalana, que es reflecteix en la seva obra exigent i rigorosa.
L'any 2007, se li reté un homenatge dins del Festival de Trobadors i Joglars.

## Obra publicada
- Deslliurança[3]
- Camins de sang i de roses
- L'atzavara
- (1997) Sempre flagel·lat Columna Edicions. Barcelona
- (2005) La desraó dels solitaris. Pagès Editors. Lleida